# 58606 Charlestrenet
58606 Charlestrenet è un asteroide della fascia principale interna. Scoperto nel 1997, presenta un'orbita caratterizzata da un semiasse maggiore pari a 2,374806 UA e da un'eccentricità di 0,118169, inclinata di 7,131458° rispetto all'eclittica.
È dedicato a Charles Trenet, cantautore e paroliere francese.